# Sunny Baudelaire
Sunny Baudelaire es la menor de los huérfanos Baudelaire en los libros infantiles de Una serie de eventos desafortunados, junto con sus hermanos mayores Klaus y Violet. Ella es demasiado joven para hablar, pero sus ruidos de bebé son traducidos por el narrador Lemony Snicket. El nombre de Sunny fue tomado de la esposa de Claus von Bülow, Sunny. En La villa vil, Sunny da sus primeros pasos y después en La pendiente resbaladiza, Sunny pasa por una fase de crecimiento dejando atrás su primera infancia convirtiéndose en una niñita y notable cocinera. En los siguientes libros, tales como The Grim Grotto, sus ruidos de bebé son a menudo ideas a alusiones o significados subtextuales que se relacionan con la trama en su totalidad. 
Sunny juega un papel muy significativo en todos los libros de Una serie de eventos desafortunados. La mayoría de ellos involucran a sus largos dientes y su utilización en muchas tareas imposibles, por ejemplo, en una pelea "diente a espada" con la Dra. Orwell. Aunque Sunny es muy joven, sus habilidades cognoscitivas están muy desarrolladas para alguien de su edad, demostrado en su fácil comprensión de situaciones de las que Violet y Klaus pueden lidiar. No puede hablar correctamente, pero algunas de las cosas que ella dice no necesitan ser traducidas. Cuando grita "¡velocidad!" por ejemplo, significa "¡más rápido!" o "¡deprisa!". A menudo dice cosas divertidas, como "¡Busheney!" que significa "¡eres un hombre malo que no se preocupa por nadie!", "Hewenkella" que significa ella tiene curiosidad por ver o "¡Scalia!" que significa "¡La interpretación literaria no tiene sentido!"
Pietrisycamollaviadelrechiotemexity es una palabra muy larga que fue mencionada por primera vez en el libro 8. Se dice que fue la primera palabra de Sunny, pero no es verdad porque en el mismo libro se menciona que la primera palabra de Sunny fue mordedura. Algunos especulan que es una especie de anagrama sobre algo importante que será revelado en el libro trece, porque hace su aparición justo después de la primera vez que fue presentado un anagrama. También es el significado correcto de la palabra "el estado de no tener ni la más remota idea de lo que está pasando."
Este personaje fue interpretado por las gemelas Kara & Shelby Hoffman en la película Lemony Snicket's A Series of Unfortunate Events. En la película su charla de bebé es traducida por subtítulos.

Al final de La villa vil, Sunny es acusada de asesinato y a sus hermanos se les acusa de ayudarla, en ambos casos falsamente. Desde ese punto en adelante dejan de tener tutores y escapan de la policía como fugitivos. 
En El carnaval carnívoro la otra habilidad de Sunny emerge; le gusta cocinar. Esto le sirve de mucho en La pendiente resbaladiza, donde ella misma cocina para Olaf y para su grupo una comida entera y en The Grim Grotto, su conocimiento culinario ayuda a sus hermanos a descubrir la cura de un veneno mortal.
Sunny también utiliza disfraces. Mencionados a continuación:
- Doctor médico - Quería hacerse pasar como una de las mujeres con polvo blanco en el rostro. El hospital hostil
- Chabo el Lobo bebé - Utilizó una barba falsa como traje. Suponiendo que era mitad bebé, mitad lobo. El carnaval carnívoro
- Vigilante - El penúltimo peligro

También, en El penúltimo peligro Sunny se volvió lo bastante inteligente como para sacar la idea de quemar el Hotel Denouement y utilizar el humo como una señal de advertencia para que Kit Snicket y los otros voluntarios sepan que el último lugar seguro ya ha dejado de serlo.
- Datos: Q957033